# 植物性
植物性（）とは、植物の持つ性質、もしくは植物から得られるもの。
植物と動物は、伝統的な生物界の二分法であるが、動物の体の中で、ある部分が植物と呼ばれる場合がある。例えば発生における植物極とか、内臓器官における植物性器官などで、同時にそれに対立させて例えば動物極や動物性器官という表現もある。この項ではこのような意味での植物性と動物性について述べる。

## 体の中での区別
動物の中で動物と植物を区別する例として、まず動物性機能(animal function)と植物性機能(vegetative function)がある。前者には運動・感覚などが、後者には栄養・成長・生殖などが含まれる。また、これらを具体的に機能する器官に当てはめた場合、前者には感覚器官、神経系、運動器官などが、後者には消化器官、生殖器官などがある。また、それぞれの機能に対応する器官を動物性器官、植物性器官と呼ぶ。

## 発生の場合
動物の発生においては、受精卵から胚発生の段階のものに動物極と植物極という方向を認める。これは、大まかに言えば背中側と腹側で、図示する時は動物極側を上にし、実物も普通はそちらが上に向いている。
より厳密には、卵の減数分裂で生じる極体が放出される側を動物極側とすることになっている。多くの卵ではある程度以上の卵黄を含み、それは卵の中である程度片寄った分布をしているので、核を含む細胞質はそれを避けた位置に片寄り、結果的にその方向に極体が出る。そちらが動物極である。
なぜこちらが動物極と呼ばれるかであるが、要するに動物性器官が多く生じる側だからである。逆の方を植物極とするのも、やはりそちらに植物性器官が多く生じることによる。脊椎動物の発生では、原腸胚期以降、動物極側の表面から神経管を生じ、その周辺に骨格や筋肉が形成される。他方、初期の受精卵の植物極側の細胞は内胚葉となって消化管を形成し、その周辺からは循環系などが作られる。これらがそれぞれ動物性器官・植物性器官の代表と一致しているのである。もっとも、このことはすべての動物に適用できる訳ではない。無脊椎動物では神経系が腹側に位置する例も多い。
これらは胚葉の区分で言えば内胚葉が植物的、外胚葉が動物的、中胚葉は途中で区分されて内胚葉には側板が、外胚葉には体節が関わるから、側板は植物的、体節は動物的という傾向がある。ただしこれらは脊椎動物に関して言えることであり、無脊椎動物では必ずしもこのような対応関係はとれない。

## 思想的背景
このような対立を認める見方の根拠は、西洋の思想における「自然の階層性」に基づくものと考えられる。つまり、自然の事物には階層があり、より高い階層のものはそれより低いものを含んだ上で、それ以上の性質を備えている、と見る。それによると階層は大まかに次のようになっている。
1. 鉱物：存在
2. 植物：栄養・成長・生殖
3. 動物：運動・感覚
4. 人間：知性

この上に神様の領域がある。このような見方から、動物の体にも植物的部分があり、それに動物固有の性質を示す部分が乗っていると見るのである。上記の動物性機能と植物性機能がこれに対応している。